# Право на защиту репутации автора
Право на защиту репутации автора — субъективное право, принадлежащее автору произведения литературы, науки или искусства. Содержание этого права составляет возможность противодействовать всякому извращению, искажению или иному изменению произведения, а также любому другому посягательству на произведение, способному нанести ущерб чести или репутации автора (статья 6(bis) Бернской конвенции по охране литературных и художественных произведений).
Национальным законодательством содержание этого права может конкретизироваться. Так, в ст. 1266 Гражданского кодекса РФ устанавливается, что внесение в произведение изменений, сокращений и дополнений, снабжение произведения при его использовании иллюстрациями, предисловием, послесловием, комментариями или какими бы то ни было пояснениями является прерогативой автора. После его смерти лицо, обладающее исключительным правом на произведение, вправе разрешить внесение в произведение изменений, сокращений или дополнений лишь при условии, что этим не искажается замысел автора и не нарушается целостность восприятия произведения и это не противоречит воле автора, определенно выраженной им в завещании, письмах, дневниках или иной письменной форме.
Защита чести и достоинства автора допускается и после его смерти по требованию заинтересованных лиц.